# Armisticio de Belgrado
El armisticio de Belgrado se firmó entre el nuevo Gobierno revolucionario húngaro de Mihály Károlyi y el comandante aliado en los Balcanes, el mariscal francés Louis Franchet d’Espèrey, el 13 de noviembre de 1918. El acuerdo, que debía regular las relaciones entre el nuevo Gobierno republicano de Hungría (aún no reconocido) y los Aliados, fue sistemáticamente infringido, lo que llevó finalmente a la renuncia del Gobierno de Károlyi en marzo y a la proclamación de la República Soviética Húngara.
En medio de la desintegración del Imperio austrohúngaro a finales de septiembre y comienzos de octubre de 1918, tras la victoriosa ofensiva aliada en los Balcanes, un nuevo Gobierno teóricamente favorable a los vencedores tomó posesión en Hungría. Este nuevo gabinete esperaba poder mantener la unidad territorial del antiguo reino húngaro. El nuevo Gobierno se declaró independiente del Imperio, pero los Aliados no reconocieron esta declaración. La firma del armisticio de Padua entre el Imperio y los Aliados a comienzos de noviembre no detuvo el avance de las unidades aliadas en territorio húngaro.
El Gobierno húngaro envió una delegación encabezada por el propio primer ministro para tratar de pactar un nuevo armisticio que detuviese a las unidades de la Entente, especialmente las de los países vecinos, que deseaban anexionarse parte de los antiguos territorios del Imperio.
Tras recibir las condiciones aliadas en Belgrado el 6 de noviembre, la delegación húngara regresó a Budapest a presentarlas al Gobierno mientras las unidades serbias y checoslovacas continuaban avanzando. El 13 se firmó finalmente el armisticio, que reducía el tamaño del Ejército húngaro y obligaba a la evacuación militar, pero no administrativa, de ciertos territorios, además de conceder ciertos derechos militares a los Aliados y compensaciones a Serbia.
A pesar de las promesas aliadas, en los meses siguientes los países vecinos, con el apoyo de los políticos de las minorías, fueron tomando el control de distintas zonas en disputa e infringiendo las cláusulas del armisticio; las protestas del Gobierno y sus intentos de conciliación con las minorías fracasaron. Los Estados vecinos deseaban controlar los territorios antes del comienzo de las conversaciones de paz, los Aliados no contaban con las fuerzas necesarias para detenerlos y el Gobierno magiar se veía impotente para mantener el control del territorio del antiguo reino. Las continuas cesiones acabaron por minar su prestigio nacional y en marzo se negó a aceptar un nuevo retroceso de la línea que separaba a las unidades militares húngaras de las rumanas. El Gobierno social-liberal dimitió poniendo fin a la República Popular de Hungría y dio paso a un nuevo Gobierno social-comunista y a la proclamación de la República Soviética Húngara.

## Antecedentes
Ante el hundimiento del frente de los Balcanes tras el éxito de la ofensiva aliada en Salónica y la rendición búlgara (29 de septiembre de 1918) al avance desde el sur fue rápido, alcanzándose Belgrado el 1 de noviembre casi sin oposición por el repliegue de las Potencias Centrales hacia el norte. El comandante aliado, D'Espèrey, había ordenado que las tropas serbias se detuviesen en la frontera austrohúngara salvo unos pocos voluntarios, que debían cruzarla con objetivos propagandísticos.

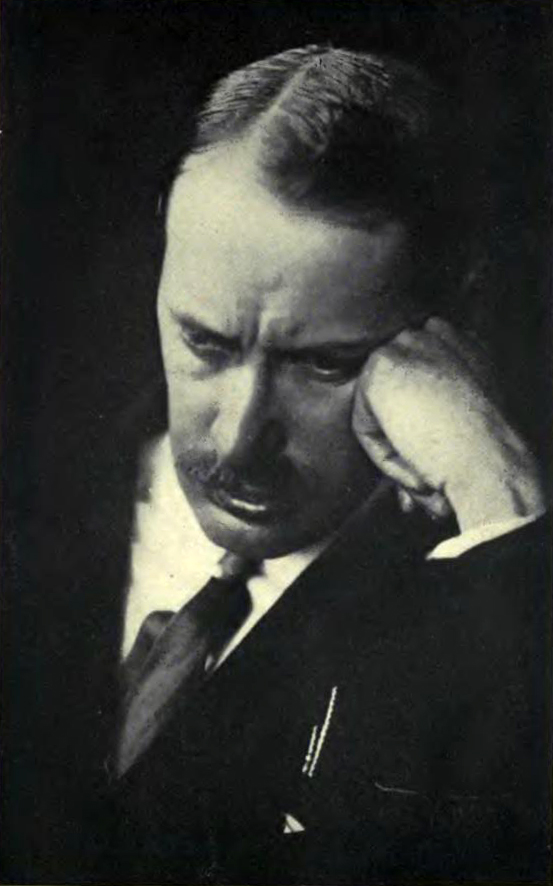
Mihály Károlyi, presidente del nuevo Gobierno húngaro independiente, no reconocido por los Aliados, encabezó la delegación que negoció con el mariscal D'Espèrey los términos del nuevo armisticio para Hungría.

El 29 de octubre, en uno de los acontecimientos que marcó la desintegración del Imperio austrohúngaro, representantes de los eslavos del sur reunidos en el Comité Nacional de Zagreb proclamaron la independencia de los territorios eslavos del sur, que incluían territorios húngaros. El día anterior, había sucedido lo mismo en Praga, donde los nacionalistas checoslovacos habían tomado el poder; ese mismo día la revolución de los Crisantemos daba el poder a Mihály Károlyi en Budapest. El nuevo Gobierno de Károlyi, pacifista y antimilitarista y con un historial de declaraciones favorables a la Entente y contrarias a la alianza con Alemania, esperaba lograr buenas condiciones de paz de los Aliados, incluyendo el mantenimiento en lo posible de la unidad territorial de Hungría (salvo Croacia-Eslavonia).
Uno de los últimos actos del Gobierno austrohúngaro fue la firma del armisticio de Padua (3 de noviembre de 1918), al que los Aliados consideraban que Hungría estaba sometida a pesar de haberse firmado tras la declaración de independencia, que aún no había sido reconocida por ellos. Este armisticio establecía un tamaño máximo de veinte divisiones para el Ejército austrohúngaro y una zona de ocupación. Esta no incluía los territorios húngaros, ya que el principal objetivo de los Aliados era llevar a cabo un ataque contra Alemania, que aún no se había rendido, a través de la mitad austriaca. Este hecho parecía favorecer a Hungría, pero en la práctica el avance de los ejércitos aliados y de los Estados vecinos no lo tuvo en cuenta. A pesar de que el armisticio firmado con el Ejército italiano no modificaba las fronteras existentes al este del Adriático, D'Espèrey, responsable del frente balcánico, no aceptó su validez para esta sección del frente. El armisticio estipulaba además la posibilidad de que las unidades de la Entente atravesasen territorio húngaro en su persecución de las alemanas, posibilidad que alarmaba al nuevo Gobierno de Budapest. Este temía que si las tropas serbias o checoslovacas ocupaban territorios en su avance contra los alemanes acabarían por anexionárselos.
El mismo día de la firma del armisticio en Padua, el regente serbio, el futuro rey Alejandro I de Yugoslavia, indicó la intención de su país de tomar las regiones más allá del Danubio, denominadas Voivodina. El mariscal francés D'Espèrey aceptó el avance de las tropas, ante el estado de desintegración de Austria-Hungría. El día 5, los comandantes del 1.er y 2.º ejércitos serbios recibieron permiso para avanzar. El mismo día, el ministro húngaro de Defensa exigía al representante alemán en Budapest la evacuación inmediata de las tropas de territorio húngaro; el Gobierno checoslovaco había utilizado su presencia para cortar el suministro de carbón a los húngaros, arguyendo que servía para abastecer a las tropas alemanas. El día 7, las unidades serbias cruzaron el Drava.
Ante el avance continuado, ya en territorio húngaro, Károlyi y su ministro de Nacionalidades, Oszkár Jászi se trasladaron a Belgrado el 6 de noviembre de 1918 para negociar un nuevo armisticio con el comandante aliado y conseguir así al menos reconocimiento de hecho de su Gobierno. Los representantes húngaros viajaban dispuestos a solicitar la ocupación del país por tropas que no perteneciesen a los países vecinos si no lograban detener el avance aliado. Ese mismo día, las tropas serbias comenzaban a tomar el control de la Voivodina.
Antes de la llegada de la delegación húngara la tarde del día 6, D'Espèrey había recibido respuesta a su consulta a París de si mantener o no conversaciones con el nuevo Gobierno húngaro: debía hacerlo y presentar las condiciones firmadas en Padua el día 3. D'Espèrey llegó a Niš el 6 y a Belgrado el 7, indicando que esa misma tarde la delegación húngara debía presentarse en su residencia.

## La negociación

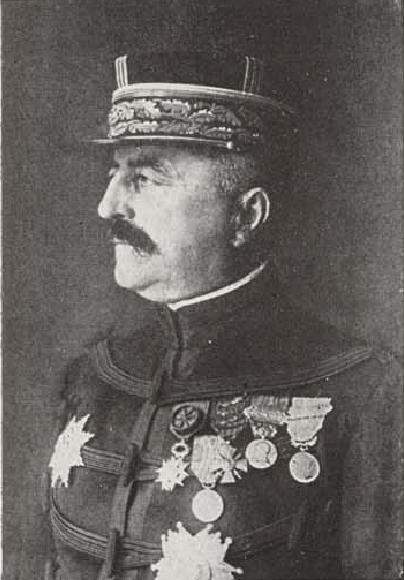
Louis Franchet d'Espèrey, mariscal francés al mando de las tropas aliadas en los Balcanes, que negoció el armisticio con los representantes húngaros en Belgrado.

La delegación húngara, ocho miembros y un intérprete francés, se presentó a la hora indicada (7 p. m.) en la residencia de D'Esperey, que los recibió secamente e indicó su desagrado por la presencia de un representante de los consejos de soldados entre los delegados. El mariscal francés mostró además su antisemitismo por la presencia de un representante judío, el barón Hatvany.
Tras las presentaciones, Károlyi leyó torpemente el discurso que había preparado, al que el mariscal objetó que no representaba a Hungría sino al pueblo magiar exclusivamente. El discurso era favorable a la Entente y trataba de desligar al nuevo Gobierno de Austria-Hungría y su pasado bélico. D'Esperey respondió negativamente a casi todas las peticiones de la delegación y aconsejó que los magiares apoyasen a Kaŕolyi, única figura que podía suavizar las condiciones a las que sería sometida Hungría.79 Esta sería considerada una nación derrotada, no neutral, como pretendía la delegación.
D'Esperey comunicó las condiciones aliadas para un armisticio (dieciocho puntos) y, tras un largo rato, se retiró para permitir deliberar a la delegación. Las condiciones se consideraron muy duras y se solicitó que se incluyese la integridad territorial (salvo Croacia-Eslavonia) entre las mismas y el mantenimiento del suministro de carbón al país. Un telegrama sobre ambos puntos se envió al presidente francés, con el permiso del mariscal. A las 10:30 p. m., las conversaciones pararon y la delegación regresó a su hotel para cenar. A medianoche, regresó, D'Esperey les presentó a los delegados la redacción final del acuerdo y la 1:30 a. m. la mayoría de la delegación regresó a Budapest para informar de él al Consejo Nacional.
A mediodía del 7 de noviembre, un telegrama urgente de París indicaba que las conversaciones con el Gobierno de Károlyi debían ceñirse a lo estipulado en el Armisticio de Padua y dejar de lado las cuestiones políticas.
El día 8, Károlyi presentó su informe sobre las conversaciones de Belgrado ante el gabinete. Károlyi defendió la firma inmediata, pero el Gobierno prefirió esperar la respuesta del presidente francés Clemenceau a las consultas de la noche del 6, que D'Esperey comunicó el día 12. Mientras, el avance serbio continuaba; el mismo día 8 se dieron instrucciones concretas de avance hasta ciertas líneas en el Banato, la Voivodina y Croacia. En el norte, algunos legionarios checoslovacos ocuparon distritos reclamados por el Consejo Nacional Eslovaco, sin encontrar resistencia, acontecimiento que llevó a la dimisión del pacifista ministro de Defensa húngaro, Linder, y al comienzo del rearme húngaro.
El 9 D'Esperey regresó a Niš y los dos delegados húngaros que habían permanecido originalmente en Belgrado tampoco se hallaban en la ciudad, mientras las operaciones militares continuaban, para satisfacción serbia. Ese mismo día, tropas serbias entraban en Novi Sad, aclamados por la población.
El día 11, el comandante serbio en Novi Sad avisó a Belgrado de la inminente llegada del exministro húngaro de la Guerra, Béla Linder, encargado por su Gobierno de aceptar las condiciones negociadas la noche del 6. Informado el mismo día de la capitulación alemana, el alto mando en Salónica ordenó detener el avance de las tropas a las once, hora francesa, del mismo día. D'Esperey encargó al general francés Henrys y al mariscal serbio Živojin Mišić la firma del armisticio. El general francés viajó a Belgrado dos días más tarde para la firma del documento.

## Términos del acuerdo
El pacto se firmó el 13 de noviembre de 1918 a las 11:15 p. m. y estipulaba una reducción del Ejército húngaro a ocho divisiones, (seis de infantería y dos de caballería) que debían utilizarse para mantener el orden en el país. Hungría habría de permitir además la ocupación de los puntos que los Aliados designasen como estratégicos para su campaña contra Alemania. Sus tropas se retirarían más allá de una línea de demarcación que seguía el siguiente trazado aproximado: del alto valle del Szamos hacia el sur, hacia el Maros; luego a lo largo de este hasta su unión con el Tisza, hacia el oeste dejando Szeged en el lado húngaro y Pécs y Baja en la zona evacuada hasta el Drava, para acabar siguiendo este hasta la frontera occidental de Transleitania. No había modificaciones en el norte, zona sin interés militar en aquel momento. El documento constaba en total de dieciocho puntos. No se establecía zona de ocupación en el norte del país. Esto hizo que el Gobierno de Budapest confiase en conservar la totalidad de los territorios con población eslovaca.
La línea de demarcación no se establecía como futura frontera del nuevo país, ya que esta había de trazarse en la conferencia de paz. Oficialmente los territorios evacuados permanecían como parte de Hungría y habían de contar con administración húngara, la evacuación era únicamente militar. La policía y gendarmería húngaras debían permanecer en las zonas evacuadas para asegurar el orden. Los prisioneros aliados debían ser liberados inmediatamente. Se establecían ciertas indemnizaciones de guerra a favor de Serbia en material (vagones, locomotoras, barcos, etc). Por su parte los Aliados se comprometían a no interferir en la administración húngara, y proclamaban el fin de las hostilidades entre ellos y Hungría.

## Aplicación del acuerdo

La línea de armisticio original según el acuerdo de noviembre de 1918 y las sucesivas modificaciones exigidas por los Aliados al Gobierno de Károlyi.

El acuerdo permitía la ocupación legal de algunos de los territorios reclamados por Rumanía y Serbia. Los países vecinos, ansiosos por asegurarse el control de los territorios que reclamaban y conscientes de la desunión entre las grandes potencias aliadas, además de la escasez de tropas de estas a excepción de las francesas, se apresuraron a ocupar las zonas reclamadas, incluso a riesgo de disgustar a las potencias. Optaron por una política de hechos consumados para reducir la posibilidad de no obtener la totalidad de sus ambiciones en las negociaciones de paz.

### La situación en el sur
Serbia mantenía que los territorios tomados antes del armisticio —momento en el que cesaría el estado de guerra con los austrohúngaros— podía mantenerlos por derecho de conquista, mientras que aquellos ocupados posteriormente quedarían legalmente en manos húngaras, a pesar de la ocupación militar. Los mandos serbios aceleraron el avance de sus tres divisiones disponibles de manera que el día 13 habían alcanzado la línea de demarcación y tomado Zombor, Szabadka y Baja; el 14 entraron en Pécs y el 20, en Temesvár. El Ejército serbio evitó a las tropas alemanas y austrohúngaras en retirada y los principales centros de población para acelerar su avance.
Parte de la población magiar había evacuado los territorios antes de la llegada de las tropas serbias, huyendo del caos surgido del hundimiento de la administración estatal y de la inseguridad acrecentada por las compañías de desertores (unos 200 000 en las regiones eslavas del sur del Imperio). Las clases privilegiadas, temerosas de los desmanes de los desertores y de los campesinos sin tierras que habían comenzado a tomar haciendas, fueron las primeras en huir. Los funcionarios magiares (maestros, notarios, gendarmes..) y sacerdotes huyeron en cantidad apreciable, especialmente de las zonas de población mixta donde eran minoría.
Infringiendo los términos del armisticio, las autoridades militares serbias subordinaron la administración civil al recién creado Estado de los Eslovenos, Croatas y Serbios; se despidió a la mayoría de los funcionarios y gendarmes que no habían huido. Solo en las ciudades de mayoría magiar, donde los funcionarios se negaron a abandonar sus puestos, se les permitió mantenerlos. El ministro del Interior húngaro permitió a los funcionarios jurar fidelidad a Serbia o al Consejo Nacional de Zagreb en caso de ser presionados para evitar que abandonasesn de sus puestos.
La resistencia a la ocupación serbia fue prácticamente nula, salvo en Međimurje, que hubo de ser tomado por la fuerza por fuerzas irregulares para no infringir abiertamente el armisticio.

### La situación en el norte
Los primeros en traspasar las líneas trazadas en el armisticio —que en el norte coincidían con la antigua frontera cisletano-transleitana— fueron los checoslovacos el día 8, que hicieron que el Gobierno húngaro abandonase su pacifismo; en un discurso el 11 de noviembre, Károlyi anunció que el Ejército había comenzado a rearmarse, la amenaza a Pozsony (Bratislava), su confianza en que las minorías optarían por permanecer en Hungría y su decisión de defender las fronteras por la fuerza. Ante el rápido rechazo de las unidades checoslovacas, estos solicitaron la ayuda de Francia.

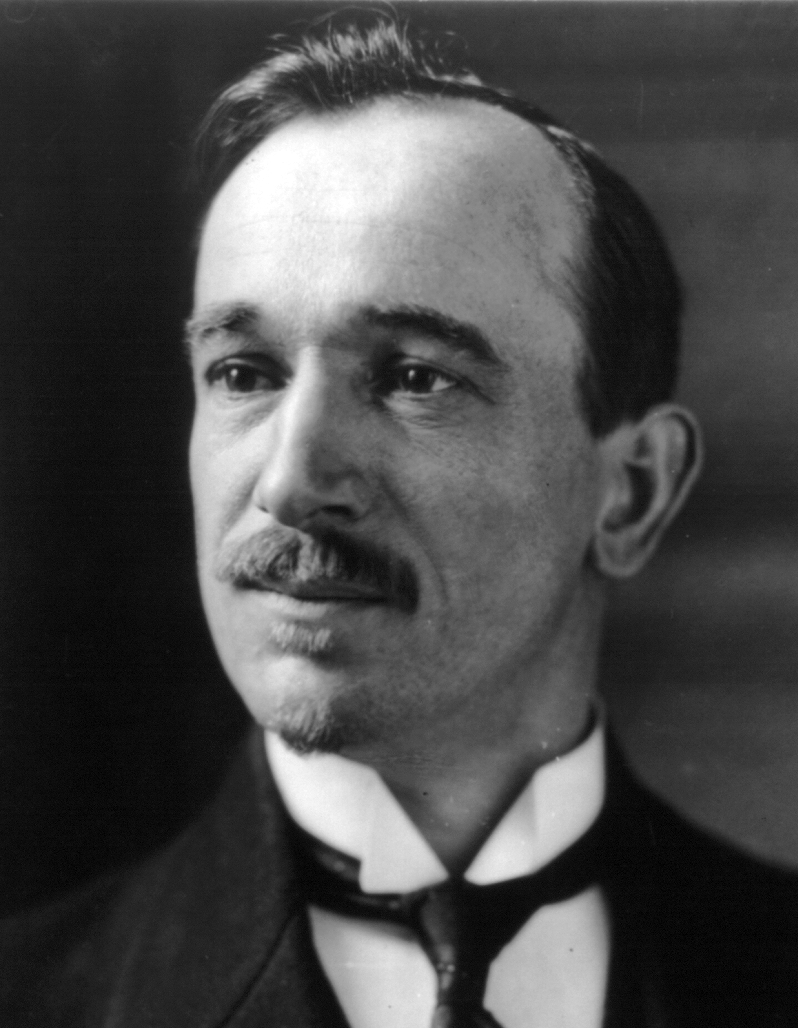
El ministro checoslovaco de Asuntos Exteriores, Edvard Beneš, presente en París, logró modificar las condiciones del armisticio a favor de su país y rechazar el anterior acuerdo alcanzado entre el Gobierno húngaro y el político eslovaco Milan Hodža.

En el norte, donde el armisticio no estipulaba condiciones, el representante checoslovaco ante los Aliados y nuevo ministro de Asuntos Exteriores de Checoslovaquia, Edvard Beneš y el mariscal francés Ferdinand Foch, sin contar con el resto de potencias, redactaron un anexo que incluía los territorios eslovacos en la zona de ocupación de los Aliados y sus países afines. La comunicación del anexo la realizó el representante aliado en Budapest al Gobierno de Károlyi el 3 de diciembre. En el añadido, sin embargo, no quedaba claramente fijada la línea de demarcación en el norte.
Milan Hodža, enviado checoslovaco en Budapest, había comenzado —por su parte y sin autorización del Gobierno de Praga— a negociar la frontera húngaro-checoslovaca ya el 25 de noviembre, con el apoyo del Consejo Nacional Eslovaco. El 6 de diciembre de 1918, Hodža y el Gobierno de Károlyi llegaron a un acuerdo sobre la zona que debían ocupar los checoslovacos, que incluiría las zonas de mayoría eslovaca, pero no las zonas mixtas o mayoritariamente magiares, que sí se estaban reclamando en París ante los Aliados. El Ejército húngaro comenzó a retirarse de las zonas acordadas, seguido lentamente por dos divisiones checas al mando de oficiales italianos, que empezaron a tomar el control del territorio. Hacia el 12 de diciembre de 1918, las tropas checas habían alcanzado la línea de demarcación pactada en el oeste. Las siguientes dos semanas, el resto de la zona asignada a Checoslovaquia había sido tomada, salvo las ciudades de mayoría magiar, donde la población organizó la resistencia contra los checos, sin respaldo de Budapest.
El 24 de diciembre, el teniente coronel Vix presentó a Károlyi una nueva línea de demarcación entre Checoslovaquia y Hungría, que coincidió aproximadamente con la posterior frontera del periodo de entreguerras. Tras tratar de rechazar la nueva exigencia argumentando la inexistencia histórica de Eslovaquia y la gran cantidad de población no eslovaca que quedaría incluida en Checoslovaquia con el trazado, Károlyi hubo de ceder. La retirada de las unidades húngaras se completó a finales de mes: el 26 de diciembre los checoslovacos entraban en Eperjes, el 29 en Kassa y, tras varios días de combates, el 1 de enero de 1919, en la futura capital eslovaca, Pozsony. La resistencia local al avance checoslovaco fue escasa e inútil.

### La situación en el este
En noviembre se creó en Budapest el Consejo Nacional Székely para tratar de mantener el control de Transilvania en lo posible, encabezado por los magnates transilvanos condes Esteban Bethlen y Pál Teleki. Los partidarios de la resistencia al avance rumano creyeron poder contar con el apoyo del ejército alemán en la región, al mando del general August von Mackensen, pero no recibieron el respaldo de Károlyi, que deseaba evitar un conflicto abierto con el Gobierno de Bucarest. Una reunión en Marosvásárhely decidió no proclamar la independencia de la región y mantenerse sometida al Gobierno de Budapest.
La retirada húngara al norte del Maros fue muy rápida ya que Hungría no contaba con unidades regulares en la región. Ocupada aún por tropas alemanas y austrohúngaras, Rumanía no pudo al principio aprovechar las ventajas que le ofrecía el armisticio de noviembre para ocupar la zona evacuada. El 9 de noviembre, sin embargo, Rumanía declaraba la guerra nuevamente a Alemania, alegando la infracción del Tratado de Bucarest. Cuatro días más tarde, el primer ministro rumano exigía la salida de las tropas húngaras de Transilvania y el reconocimiento de la anexión a Rumanía del territorio. El mismo día 9 de noviembre, el Consejo Nacional Rumano, reunido en Arad, comunicaba a Budapest que había tomado el control total de veintitrés condados y el parcial de otros tres. Inmediatamente partió una delegación encabezada por el ministro de Nacionalidades, Oszkár Jászi para tratar con el Consejo.
El avance rumano no comenzó hasta diciembre y únicamente con tres débiles divisiones de las ocho disponibles en aquel momento de debilidad militar. En diciembre las tropas regulares rumanas en Transilvania no sobrepasaban los diez mil hombres, por lo que las autoridades utilizaron unidades irregulares de voluntarios locales, los «guardias nacionales rumanos», que operaban a ambos lados de la línea del armisticio. En ocasiones estos paramilitares cometieron atropellos contra la población magiar y no se distinguían de los campesinos que se habían rebelado en algunas regiones. La ausencia de unidades militares magiares hizo que el avance rumano se produjese sin grandes combates hasta abril de 1919.
Kaŕolyi trató de negociar infructuosamente con el Consejo Nacional Central Rumano formado el 30 de octubre de 1918 y trasladado a Arad el 4 de noviembre. La rebelión campesina que se extendió por toda Hungría en noviembre y que reforzó el temor de los miembros más conservadores del Consejo y las tendencias nacionalistas de otros hizo que el Consejo se decantase por la unión con Rumanía. Los socialistas rumanos eran más reacios a la simple anexión. Las conversaciones comenzadas el 16 de noviembre entre enviados del Gobierno de Budapest y del Consejo para evitar la secesión de la región y su unión con Rumanía fracasaron. El 18 comunicaba su decisión al Gobierno rumano refugiado aún en Iaşi y el 1 de diciembre de 1918 —día en que el Consejo de Ministros rumano regresó triunfalmente a Bucarest— se proclamaba oficialmente la unión en una gran reunión de delegados reunidos en Alba Iulia. Al tiempo que la mayoría de la población rumana transilvana recibía con alborozo a las tropas de Bucarest, los representantes de la minoría alemana —a la que las unidades militares tenían orden de tratar como a los propios rumanos— aceptaban la declaración de unión de Alba Iulia. El Gobierno rumano, a pesar de las cláusulas del armisticio de noviembre y de la intención aliada de decidir el futuro de la región en la conferencia de paz, proclamó la unión de Transilvania, el Banato y otras regiones cercanas a Rumanía el 11 de diciembre. Las potencias y el Gobierno de Budapest no aceptaron la proclamación.
Los húngaros de Transilvania recibieron la proclama del 1 de diciembre como una traición y exigieron al Gobierno de Károlyi un castigo. Con una capacidad militar exigua y menguante, este no pudo apenas reaccionar y se limitó a crear una nueva división acantonada en Kolozsvár y formada en gran parte por refugiados. El 2 de diciembre, las tropas rumanas comenzaron a cruzar la línea fijada en el armisticio, sin que las insuficientes tropas magiares pudieran impedirlo. A partir del día 5, el Consejo solicitó repetidamente la llegada de unidades regulares rumanas a Transilvania. Budapest trató infructuosamente de ceñirse a las condiciones del armisticio, que limitaba el avance rumano y permitía conservar la antigua administración austrohúngara, pero Bucarest reclamaba los territorios que se le habían prometido en el Tratado de Bucarest, rechazaba la validez del armisticio, justificaba la extensión de la administración rumana en Transilvania alegando desórdenes y agitación bolchevique en la región y contaba con el decidido respaldo del general francés Berthelot. París, sin embargo, rechazó la orden de avance dada por Berthelot —lo que no impidió nuevos progresos de las unidades rumanas, aunque limitados— y su petición de utilización de las unidades francesas en la zona y sometió la interpretación del armisticio también en este sector a D'Esperey, para disgusto de Berthelot. Este siguió favoreciendo las ambiciones territoriales rumanas, pero se encontró con el rechazo de D'Esperey a abrogar el armisticio y satisfacer aquellas. Aun así, a finales de febrero de 1919 la conferencia de paz había decidido otorgar al Gobierno rumano gran parte de los territorios que reclamaba.
Ante las alegaciones de atrocidades contra los rumanos y de peligro bolchevique en Hungría, los Aliados decidieron trasladar la línea de demarcación a favor de aquellos el 16 de mismo mes. Dos días antes había comenzado el cruce de la línea de demarcación y el avance hacia la línea Cluj-Turda-Auid-Alba Julia, con el beneplácito de Berthelot. El 24 de diciembre, el Ejército rumano entró en Kolozsvár, evacuado anteriormente por las tropas magiares y gran cantidad de su población debido a una nueva orden de los franceses. Según avanzaban sus fuerzas, Bucarest también sustituía al funcionariado magiar, en especial a los prefectos y gendarmes, salvo en los distritos de clara mayoría húngara. Salvo en las grandes ciudades, la actitud general de la población magiar fue de resignación y sumisión ante el cambio de soberanía y, en algunos casos aislados, se optó por el exilio.
El 6 de enero de 1919, un acuerdo entre franceses, húngaros y rumanos fijó una nueva línea de separación, con una zona neutral de 15 km, de Nagybánya a Dévay que atravesaba Kolozsvár. A los pocos días, los rumanos exigieron una nueva línea, empezaron a avanzar hacia ella y cruzaron la zona neutral. A mediados de enero, la división magiar decidió no retroceder más y se estabilizó el frente hasta abril.

## Reacción
A pesar del disgusto por las infracciones del armisticio, el Gobierno de Károlyi no ofreció una resistencia militar coordinada y general al avance de los ejércitos de los países limítrofes, aunque sí financió generosamente algunas unidades locales formadas por los socialdemócratas. A la vez convencido de que un conflicto armado perjudicaría al país en la conferencia de paz, de que posibles victoria militares no influirían en el resultado de esta y ante la imposibilidad real de combatir en tres frentes con las fuerzas disponibles —el Ejército húngaro se encontraba en plena y lenta reforma—, no hubo una oposición armada por parte del gabinete de Károlyi.

## Consecuencias
Las progresivas cesiones territoriales y la expulsión de la administración magiar de los territorios que pasaron a control de los países vecinos hundieron paulatinamente el prestigio del Gobierno revolucionario de Károlyi, cuyo programa prometía la conservación de la unidad territorial según las fronteras austrohúngaras (a excepción de Croacia-Eslavonia). La última cesión exigida por los Aliados en el este —decidida el 26 de febrero pero presentada al Gobierno de Budapest casi un mes más tarde— resultó inaceptable para el Gobierno, que cedió el poder a una coalición de socialistas y comunistas en marzo de 1919 con la esperanza de que un nuevo Gobierno de la izquierda consiguiese rechazar los avances de los países vecinos y las exigencias de las potencias vencedoras. La toma de territorios por los países vecinos conllevó asimismo la llegada de gran número de refugiados que complicó la situación del Gobierno magiar y la desorganización del suministro de carbón y alimentos a Hungría en un momento de penuria.
Por su parte, la infracción y modificación repetida de los términos pactados por D'Esperey y Károlyi en Belgrado benefició territorialmente a los Estados vecinos, que mantuvieron en los tratados de paz la posesión de las áreas ocupadas más allá de la línea trazada en noviembre de 1918.